# Shamlugh
Shamlugh (armenio: Շամլուղ) es una comunidad urbana de Armenia perteneciente a la provincia de Lorri.

## Historia
Fue fundada en 1770 por mineros griegos de Gümüşhane que establecieron aquí un punto de extracción de cobre. 
En 1938 fue elevada al rango de comunidad urbana. Durante este período, el pilar de la economía fue la minería del cobre. Aquí también había una fábrica de costura.
Durante el período soviético la población se compuso principalmente de griegos y azeríes y llegó a tener cuatro mil habitantes, pero los azeríes huyeron como consecuencia del conflicto bélico en 1988-1989 y la mayoría de los griegos tuvieron que emigrar en los años siguientes por las malas condiciones económicas.
En 2011 tiene 700 habitantes. Es la segunda comunidad urbana menos poblada del país después de Dastakert.
Se ubica en el extremo septentrional del país, unos 5 km al sur de la frontera con Georgia.